# لیلاند، لانکاشر
لیلاند (به انگلیسی: Leyland) یک شهرک در بریتانیا است که در South Ribble واقع شده‌است. لیلاند ۳۵٬۵۷۸ نفر جمعیت دارد.